# 戰略陰謀
《戰略陰謀》（英語：Sniper）是一部1993年美國動作片，由路易士·羅沙執導，麥可·弗洛斯特·貝克納（Michael Frost Beckner）與克拉倫·雷蘭德（Crash Leyland）編劇，湯姆·貝林傑、比利·贊恩和J·T·華許主演。故事描述貝林傑及贊恩飾演的兩名狙擊手參加了巴拿馬的暗殺行動而深入叢林中。該片於昆士蘭州拍攝，1993年1月29日美國上映；上映當週位居票房排名第二，且所獲評價褒貶不一。
《戰略陰謀》為《戰略陰謀》系列電影的首部作品，隨後的多部續集皆是以DVD首映的方式發行。

## 劇情
湯瑪士·貝克特等槍砲士官長是海軍陸戰隊偵察兵及老練的狙擊手，他帶著觀測兵道格·帕皮奇下士在叢林中暗殺一名巴拿馬叛軍領袖。但在準備搭直昇機離開時，帕皮奇遭到敵方的狙擊手槍殺，其屍體被貝克運回直昇機上。
貝克之後與經驗不足、來自城市的李察·米勒槍砲士官長搭檔，以消滅由哥倫比亞毒梟拉烏爾·阿丘資助的叛軍將軍米格·阿法茲。米勒是奧運獎牌獲得者和SWAT神槍手，但他沒有戰鬥和殺人的經驗。米勒也被他的上級下令，如果貝克對該隐蔽行动有任何威脅或損害的行動那就得一併殺死他。在前往集結區時，米勒的直升機遭到一名敵軍襲擊，幾名機組人員被打死。米勒因膽怯而未對目標開槍，而該名敵軍則被一位機槍手殺死，這使直昇機副駕駛相信是米勒殺了敵方，使米勒贏得了虛假的聲譽。
在執行任務時，貝克改變了原定計劃，加上米勒沒有叢林作戰的經驗，這使兩人間產生了磨擦。途中他們遇到了一群印第安人，他們同意率領他們繞過叛軍游擊隊，以換取好處。貝克和米勒也得除掉正在為叛軍工作的前中央情報局探員和酷刑專家埃爾·奇魯亞諾。由於米勒在一次在暗殺中的失手，使一名印第安人被殺，雖然貝克和米勒沒有被究責，但印地安人已不再協助他們。
在到達目標的途中，他們意識到自己正在被跟蹤。他們前往一個村莊與他們的線人牧師聯繫，卻發現牧師早被阿法茲的人殺害拷打和殺害（奇魯亞諾所為）。晚間，貝克將米勒作為誘餌，順利地殺死了跟蹤他們的狙擊手（也是殺死帕皮奇的人）。
兩人終於到達了將軍的莊園。在等待目標出現時，他們發現奇魯亞諾還活著。米勒的位置被暴露，並被一名的衛兵發現他的衛兵企圖接近。貝克前去殺死衛兵，而米勒則殺死了毒梟阿丘。遭到敵軍追趕的貝克和米勒重逢後，貝克堅持再次回頭殺死將軍，但米勒拒絕，並導致兩人之間開始相互交火，直到米勒的子彈用盡後，精神也隨之陷入崩潰。當叛軍接近兩者時，貝克試圖為米勒提供掩護。看到對方人數眾多後，貝克舉手投降並暗中從步槍膛中彈出一發子彈。貝克被帶走後，米勒將其撿起。
到了夜晚，米勒前往會合地點，但他沒有登上直昇機，而是前往叛軍大本營，並在那用刀殺死了將軍。他發現貝克正被奇魯亞諾拷打，後者切掉了貝克右手用來按壓扳機的食指。貝克發現了躲在遠處的米勒，並運用策略讓奇魯亞諾靠近自己，以讓米勒一槍同時殺死自己和奇魯亞諾。但米勒仍一槍殺死了奇魯亞諾而放過了貝克。兩人奔赴直昇機進行撤離，貝克用左手用對追來的叛軍開槍，再次挽救了米勒的性命，使得兩人順利地搭機離開。

## 演員
- 湯姆·貝林傑飾演湯瑪士·貝克特等槍砲士官長（英语：Master gunnery sergeant）
- 比利·贊恩飾演李察·米勒槍砲士官長（英语：Gunnery sergeant）
- J·T·華許（英语：J. T. Walsh）飾演查斯特·范·戴姆（Chester van Damme）
- 亞丁·楊（英语：Aden Young）飾演道格·帕皮奇下士（Cpl. Doug Papich）
- 肯·雷德利（Ken Radley）飾演埃爾·奇魯亞諾（El Cirujano）
- 卡洛斯·阿爾瓦雷斯（Carlos Álvarez）飾演拉烏爾·阿丘（Raoul Ochoa）
- 弗雷德里克·米拉格里奧塔（Frederick Miragliotta）飾演米格·阿法茲將軍（General Miguel Alavarez）

## 發行
《戰略陰謀》於1993年1月29日美國上映。哥倫比亞三星家庭影視於1993年8月發布了錄影帶，1993年9月發布了雷射影碟，而DVD則於1998年10月發布。

## 續集
《戰略陰謀》續集《戰略陰謀2》於2002年以DVD首映的方式推出，並在之後陸續推出了多部續集，湯姆·貝林傑和比利·贊恩都回歸了部份的集數。

## 外部連結
- 互联网电影数据库（IMDb）上《戰略陰謀》的资料（英文）
- 爛番茄上《戰略陰謀》的資料（英文）
- Box Office Mojo上《戰略陰謀》的資料（英文）